# Visja
Visja (vitryska: Віша) är ett vattendrag i Belarus.   Det ligger i voblasten Homels voblast, i den centrala delen av landet, 210 km sydost om huvudstaden Minsk.